# Gonomyia kansensis
Gonomyia kansensis là một loài ruồi trong họ Limoniidae. Chúng phân bố ở miền Tân bắc.